# West Alton
West Alton – miasto w Stanach Zjednoczonych, w stanie Missouri, w hrabstwie St. Charles.